# Locul înhumării în „Miorița”
Opțiunea testamentară a păstorului pentru îngroparea la stână (“Numai eu când oi muri / Pă mine ca să mă-ngroape / Din strunguța oilor…” – Desești, 1920; vs. “Să spui lui vrâncean / Și lui ungurean / Ca să mă îngroape / Aice pe-aproape, / În strunga de oi / Să fiu tot cu voi…” – varianta Alecsandri) definește spațiul consacrat din Miorița-colind, Muntele și elementele sale adiacente (plaiul, platoul alpin, vârful și pădurea).

### Balada
Versiunea-baladă, în incipitul căreia ciobanii coboară la vale, declanșează, din acest punct de vedere, un paradox, din pricina faptului că tânărul ciobănel își menține această dorință în ciuda schimbării decorului epic. 

### Colinda
În culegerea sa de folclor, Tit Bud insera o notă în cuprinsul glosarului referitor la termenul buhași = “brad bătrân; la munte, colibele se acopereau cu scoarțe de buhași ce se aduceau din provol (= vale, povârniș). Dacă păcurarul moare în munte, nu-l aduc în sat să-l îngroape, ci îl acoperă cu scoarță de buhași și așa îl bagă în gropa lui gătită”  Obiceiul, cândva generalizat și ținut în mod necesar (nu opțional), anulează orice paradox și toate interpretările de o altă factură.
- Cutumă

Vasile Latiș (1980) demonstrează că această cutumă, severă prin excelență, nu e deloc gratuită: “Altădată, la fel ca acum, cel ce moare în munte este înmormântat acolo. Pe plai. Se ține acest gând: dacă ar aduce mortul peste câmpii, în sat, florile s-ar veșteji, iarba s-ar usca, apele ar seca, focul s-ar stinge”  Ideea e reluată în lucrarea sa de doctorat: “…se crede (în Maramureș) că mortul nu e îngăduit să fie coborât dincolo, ba nici în cadrul muntelui peste anumite elemente existențiale ale omului și turmelor – iarbă, pâraie, drumuri, câmp: «s-ar vejteji», «ar seca», de unde indiciul că s-ar avea în vedere Planta și Apa. Acestea apar întâi de toate degradabile prin transportul mortului peste spațiul propriu unei vieți eterne” 
În spețele pastorale Muntele devine un spațiu colapsat – al vieții și al morții deopotrivă, pentru o perioadă delimitată de timp (anul pastoral). Altfel spus, Muntele capătă atribut de centru al lumii și se substituie spațiului delimitat al satului.
Pentru moartea survenită în munte se procedează la un ritual atipic de înmormântare, care, în mod deloc surprinzător, preia o serie de elemente din ceremonialul arhaic al inițierii. Deci, pretinsa clauză testamentară se înscrie în mod firesc în legea pământului.
V. Latiș se simte obligat să precizeze: “...păcurarul a cărui moarte survine în durata profesiunii nu este readus acasă; nici măcar în acest caz extrem el nu poate răzbate drumul înapoi, fiind așezat în acel loc al morții care îl reflectă în fel și chip colinzile maramureșene (sau cele transilvănene în general)” . Orice efort de decriptare a mesajelor nu se poate circumscrie decât unor realități de ordin etnografic, în primul rând.
- Reflectarea cutumei într-un bocet

Într-un bocet consemnat de folcloristul V.T. Doniga e relatat cazul unui păstor, pe nume Mihai, care a murit în munți – în circumstanțe neprecizate, dar avem toate motivele să credem că a fost vorba de un accident – lăsând în urmă o soție și patru copii. Conform cutumelor, păcurarul a fost îngropat de fârtați în “strunga oilor”, certificând astfel un obicei străvechi și nu o opțiune sau o dorință a familiei. Deși întristați, membrii comunității nu protestează față de decizia fârtaților de a-l înhuma la stână, departe de sat: “Vai de mine, măi Miha`, / Unde ți-o fost moartea ta? / În vârfuțu muntelui, / În bătaia vântului, / Unde în veci soare nu-i. / Și în loc să fii în sat, / Fârtații te-au îngropat / În strunguța oilor, / În bătaia ploilor”  Moartea păstorului Mihai – fiind o certitudine – nu suportă un plan virtual; aceasta reflectă cu fidelitate o realitate incontestabilă: îngroparea la stână.
Secvența corespondentă din versiunea-baladă dă naștere, cu adevărat, unei anomalii, ieșind din tiparele autenticului; dorința lui testamentară de-a fi îngropat “în strunga de oi” generează implicit un conflict de interese. 
- Horea lui Ion Berciu

O altă speță notabilă este cuprinsă în Horea lui Ion Berciu (Amzulescu, 209), care s-a dezvoltat probabil tot dintr-un bocet, reflectând un eveniment real, deja petrecut. Balada a fost culeasă și publicată de folcloristul Tit Bud (1908) și aparține în exclusivitate spațiului și eposului maramureșean. Ideea centrală este aceiași: moartea reală, accidentală, a unui păstor aflat cu oile în munți și îngroparea lui, după datină, în același perimetru. Și cu aceasta ne îndepărtăm definitiv de o altă ipoteză construită în jurul acestei secvețe, respectiv “înmormântarea în spațiul familial”, caracteristică unui stadiu îndepărtat al evoluției societății umane.
Într-o zi de marți, stâna unui oarecare Dunca a urcat la munte fiind condusă de păcurarul Ion Berciu. Însă în acel an ploile au fost abundente, încât au umflat izvoarele, iar păstorul s-a înnecat “la Luha mai sus de sat” și a fost găsit mort în aval de Luha. Datorită împrejurărilor în care a survenit decesul, trupul lui Berciu e îngropat, în mod necesar, în locația fatală: nici în cimitirul din sat, dar nici în strunga oilor: “Coale la Sfântă Mărie / Vreme-i oilor să vie / Și Ion Berciu să rămâie”  
Ritualul funerar impus în această situație suferă o alterare față de cel clasic (creștin) și se recurge la un soi de ritual arhaic, precreștin, reminiscent-inițiatic. În compensație cu acest tragism nedorit, improvizarea elementelor ritualice redau o oarecare măreție a gesturilor și a recuzitei pure, naturale. Versurile au un puternic iz mioritic: “Și el, bietul, n-a avut / Nice pânză pe obraz, / Fără scoarță de buhaș; / Nice scânduri de copârșeu, / Fără scoarță de durdzău.” Iar finalul e prea concludent pentru a suporta vreun comentariu: “La mormântul lui au pus / Trâmbița lui de-a dreapta, / Și fluieru de-a stânga; / Vânturi mari că și-or sufla / Trâmbița și-a trâmbițá, / Fluierul și-a fluierá, / Mare jele-n lume-a fa`.”
- Stâna - un spațiu sacru

Unde este înmormântat păstorul mioritic? „În mici un caz la stână” , conchide V. Latiș. Stâna rămâne în mod necesar un spațiu sacru și el nu poate fi pângărit, prin introducerea în interiorul cercului magic, a unui cadavru. Indiferent că este vorba de o moarte reală (un accident sau orice altceva în afară de omor) sau una inițiatică, ceremonialul nu poate suporta orice locație, perimetrele consacrate fiind bine delimitate. Reperul principal rămâne totuși stâna, dar nu interiorul ei, ci proximitatea ei, după cum rezultă din text, dar și din cercetările de teren efectuate de V. Latiș în Munții Maramureșului: “Se înmormânteză în strunga oilor (Fața Zâmbroslavului, Prelucile Curnadeilor – informatorul a auzit și ar dori să fie el însuși astfel înmormântat, dacă i s-ar întâmpla moartea); se înmormânta în plaiul muntelui (Jupanea Bălăsânii); se înmormântează în locul în care a murit (Munceii Albi); se înmormântează nu departe de stână, fără altă precizare a locului (Strungi, Nădad, Munceluș)” 